# Platyja porphyria
Platyja porphyria là một loài bướm đêm trong họ Noctuidae.